# 朱表柣
靖安康僖王朱表柣（1490年—1554年11月3日），一作端僖王，明朝晋国世子朱奇源的庶四子。

## 生平

### 早年
弘治三年（1490年）十二月获赐名。
弘治十四年（1501年）朱奇源先于晋庄王朱锺铉去世，后来其孙朱知烊袭封晋王即晋端王，朱奇源追封晋靖王，朱表柣兄弟封为镇国将军。正德二年（1507年）九月，晋端王请求将叔父们进封郡王，禮部尚書李傑等认为朱表柣兄弟为追封王之子，不同于王子，不应加封。但明武宗认为追封亲王之子也应按亲王子加封。
正德六年（1511年）九月，武宗御奉天殿傳詔遣建平伯高霳、彭城伯張欽、宣城伯衛璋、武平伯陳熹、陽武侯薛倫、長寧伯周瑭、大理寺右寺丞吳世忠、定西侯蔣壑、安鄉伯張坤為正使，中書舍人黃堂、兵科給事中吳玉榮、兵部員外郎侯宜正、中書舍人牛綱、翰林院檢討穆孔暉、中書舍人李繼先、禮部員外郎宋冕、鴻臚寺左寺丞翟宗仁、中書舍人胡頤為副使，持節冊封朱表柣為靖安王。正德十年（1515年）九月，武宗遣安鄉伯張沖、清平伯吳傑、武靖伯趙弘澤、東寧伯焦洵、泰寧侯陳儒、武安侯鄭英、禮部左侍郎吳儼、寧陽侯陳繼祖、高霳、通政使司左通政劉達為正使，中書舍人周令、刑部員外郎閻讓、中書舍人馬天祐、太常寺寺丞朱天麟、鴻臚寺左少卿張昱、中書舍人倪霦、戶部署郎中事員外郎胡忠、行人華淳、中書舍人胡楫、翰林院編修劉朴為副使，持節冊封東城兵馬司副指揮王綱的女兒為靖安王妃。

### 受封后
嘉靖元年（1522年）十月，朱表柣奏求書籍，詔賜《貞觀政要》《四書五經》各一部。
朱表柣母馬氏本是樂部女。后来明朝规定乐女所生王子不得册封，朱表柣因已经受封而没有被追加废黜，但朱表柣的两个儿子朱知焝、朱知爞都在规定后出生，都因为是乐女的孙子而不得受封。在朱表柣屡次请求下，嘉靖十二年（1533年）十一月，礼部准许朱表柣二子都封為鎮國將軍。
朱表柣有超凡脱俗的气质，能作诗。
嘉靖三十三年（1554年）十月，朱表柣去世，按例賜祭葬，谥端僖。《明史》作谥康僖。三十六年（1557年）七月，朱知焝袭封。

## 评价
- 《弇山堂别集》卷075：守禮執義，小心畏忌。